# Philip Bolden
Philip Daniel Bolden (* 19. März 1995 in New Orleans, Louisiana) ist ein US-amerikanischer Schauspieler.

## Leben
Philip Bolden trat als kleines Kind in einem Werbespot zusammen mit dem NBA-Spieler Kobe Bryant auf. Seit 1999 spielte er in mehreren Filmen und auch in Fernsehserien mit, darunter als „Mack Jr.“ in Johnson Family Vacation an der Seite von Steve Harvey und Vanessa L. Williams. Gastrollen hatte er als Siebenjähriger in CSI: Miami und Malcolm in the Middle. Bekannt wurde er vor allem durch den Film Sind wir schon da?.

## Filmografie
- 1999: Mystery Men
- 1999: Hinterm Mond gleich links (3rd Rock from the Sun) (Fernsehserie)
- 1999–2000: King of Queens (The King of Queens) (Fernsehserie)
- 2000: Little Nicky – Satan Junior (Little Nicky)
- 2001: Animal – Das Tier im Manne (The Animal)
- 2001: The Bernie Mac Show
- 2001: Allein unter Nachbarn (The Hughleys) (Fernsehserie)
- 2001–2002: What’s Up, Dad? (My Wife and Kids)
- 2002: Malcolm mittendrin (Malcolm in the Middle)
- 2002: Play’d: A Hip Hop Story (Fernsehfilm)
- 2002: CSI: Miami (Fernsehserie)
- 2003: Immer wieder Jim (According to Jim) (Fernsehserie)
- 2004: Woman Thou Art Loosed
- 2004: Familie Johnson geht auf Reisen (Johnson Family Vacation)
- 2005: Sind wir schon da? (Are We There Yet?)
- 2006: Billys Wette oder wie man gebratene Würmer isst (How to Eat Fried Worms)
- 2007: Sind wir endlich fertig? (Are We Done Yet?)
- 2008: Fly Me to the Moon 3D (Fly Me to the Moon)

## Auszeichnungen

### Nominierung
- 2006: Young Artist Award als Bester Jungdarsteller in Sind wir schon da?

### Gewonnen
- 2007: Young Artist Award als Bestes Ensemble für Billys Wette oder wie man gebratene Würmer isst